# ایچگام
ایچگام (به انگلیسی: Ichgam) یک منطقهٔ مسکونی در هند است که در بخش بدگام واقع شده‌است. ایچگام ۴٫۶۴ کیلومتر مربع مساحت و ۷٬۴۶۱ نفر جمعیت دارد و ۱٬۶۲۲ متر بالاتر از سطح دریا واقع شده‌است.